# Kasra Taheri
Kasra Taheri (persisch کسری طاهری; * 6. August 2006 in Yasudsch) ist ein iranischer Fußballspieler.

## Karriere

### Verein
Taheri begann seine Karriere beim Sepahan FC. Im Februar 2024 wechselte er nach Russland zu Rubin Kasan. Im April 2024 gab er gegen den FK Orenburg sein Debüt für Kasan in der Premjer-Liga. Bis zum Ende der Saison 2023/24 lief er zweimal im russischen Oberhaus auf.

### Nationalmannschaft
Taheri nahm 2023 mit der iranischen U-17-Auswahl an der Asienmeisterschaft teil. Mit dem Iran schied er im Halbfinale aus, Taheri kam in allen fünf Partien seines Landes zum Einsatz und erzielte zwei Tore. Durch das Erreichen des Halbfinales war das Land auch für die WM im selben Jahr qualifiziert. Für diese wurde Taheri ebenfalls nominiert, der Iran schied im Achtelfinale aus. Der Angreifer erzielte in den vier Spielen zwei Tore.